# 26世紀青年
『26世紀青年』（にじゅうろくせいきせいねん、原題・英: Idiocracy）は、2006年にアメリカ合衆国のマイク・ジャッジ監督により製作されたブラックジョーク・コメディ映画。日本では劇場未公開で、2008年12月1日に20世紀フォックス・ホーム・エンターテイメント・ジャパンがDVDで販売。日本でのキャッチコピーは「『20世紀少年』×『WALL・E』÷2=『26世紀青年』!?」。

## あらすじ
ストーリーは、人類の進化という話題から始まる。世界では、知能の高い者が極端なK戦略をとって子作りを控える一方で、知能の低い者が極端なR戦略をとって、本能のままに子どもを作り続けていた。
2005年、アメリカ陸軍は極秘裏にコールドスリープの人体実験を実施する。実験体に選ばれたのは「どこをとっても平均的」で、「米国で最も平均的な能力の男」とされた軍人ジョー・バウアーズと売春婦のリタ。1年間の計画だったが、極秘実験の責任者が麻薬不法所持と売春あっせん容疑で逮捕されたため忘れ去られ、二人は500年後の未来に目覚めることになった。
前述のように、知能の低い個体だけが強力に繁殖し続けた結果、人類の平均IQは500年間低下し続けた。当然、2505年の世界はすっかり堕落した社会となっていた。人々の娯楽は低俗極まりなく、街は目も当てられないほど荒廃し、ゴミがひたすら積み上げられ、農地には水の代わりにスポーツドリンクが供給される、といった具合である。
これを目の当たりにしたジョーは当惑する。目覚めた場所で偶然出会った男・フリートを頼りに、「500年もあれば開発されたはずの」タイムマシンを探そうとするも、刑務所に収監されてしまう。そこで他の囚人達と共にIQテストを受けるが、そこには2005年の人間からすれば呆れるほど簡単な問題に苦戦する者たちの姿があった。
その後、ジョーは看守を騙して脱走。リタ、フリートと共に改めてタイムマシンを探し始めるが、再度捕まり、今度は合衆国政府の元へ連れられる。ホワイトハウスには、ジョーのIQテストの結果が届いていた。2005年の世界では平凡なIQ100であった男が、2505年には世界一の天才となっていたのだった。内務長官に任命されたジョーは、スポーツドリンクによって植物が育たなくなった農地を復活させるべく、奔走する。

## キャスト
※括弧内は日本語吹き替え
- ジョー・バウアーズ - ルーク・ウィルソン（関俊彦）
- リタ - マーヤ・ルドルフ（高乃麗）
- フリート - ダックス・シェパード（小森創介）
- カマチョ大統領 - テリー・クルーズ（山野井仁）
- 国防長官  - アンソニー・“シトリック”・カンポス（乃村健次）
- ドクター・レクサス - ジャスティン・ロング（佐藤晴男）
- ナレーター - アール・マン（石塚運昇）

## 反応
現在ではカルト的な人気を獲得しているSFコメディ作品だが、制作が完了した2005年当時は、劇場公開まで1年以上塩漬けにされ、批評家向けの試写会も開催されず、スタジオの宣伝もほぼされないなど冷遇され、全米ではたった130の映画館でのみ小規模上映された。この理由について、映画で描かれる未来人たちがFOXニュースのメインターゲットであるプアホワイトであり、それを笑いのネタにしていたために配慮したからではないかといわれている。そのため興行的には大惨敗に終わったが、Rotten Tomatoesでは批評家、観客双方で概ね好評を得た。
ドナルド・トランプが大統領に当選した際に、この映画が予言したなどと言われ、注目が集まった。これについてマイク・ジャッジはインタビューで「僕は預言者なんかじゃないよ。だって予言の時期を490年も外しちゃったんだからね」と答えた。なお、この映画には暴徒化した群衆がホワイトハウスを襲撃するシーンもある。